# Wilhelm Casimir von Hellermann
Wilhelm Casimir von Hellermann (* 23. November 1766 in Carzin; † 5. Dezember 1840 in Carzin) war Landrat des Kreises Fürstenthum in Hinterpommern.
Er war Angehöriger des Adelsgeschlechts von Hellermann. Sein Vater Friedrich Georg Christoph von Hellermann (* 1723; † 1794) war Rittmeister a. D. und hatte sich 1762 das Gut Carzin nebst dem dazugehörigen Gut Clannin gekauft. Er wurde 1767 zum Landrat des Kreises Fürstenthum gewählt. 1770 kaufte er sich zusätzlich das Gut Reckow, um 1780 das Gut Viverow A. 
Wilhelm Casimir von Hellermann kam 1774, im Alter von sieben Jahren, als Kadett in die Kadettenanstalt Stolp. 1780 wechselte er in die Kadettenanstalt Berlin. In der preußischen Armee diente er, zuletzt als Leutnant, bis er 1793 seinen Abschied nahm. 
Im gleichen Jahr wurde Wilhelm Casimir von Hellermann seinem Vater als Nachfolger im Amt als Landrat des Kreises Fürstenthum zur Seite gestellt. Nach dessen Tod im Jahre 1794 folgte er ihm im Amt des Landrates. Er legte 1812 sein Amt wegen Krankheit nieder.
Im Jahre 1790 kaufte Wilhelm Casimir von Hellermann vom preußischen Staat das bisherige Domänen-Vorwerk Ponicken (mit Neubalde), das die Rechte eines Rittergutes erhielt. Nach dem Tod seines Vaters erbte Wilhelm Casimir von Hellermann die Güter Carzin, Clannin, Reckow und Viverow A; er lebte, wie zuvor sein Vater, auf Carzin. In der Mitte des 19. Jahrhunderts waren seine Wälder – neben den Staatsforsten – die einzigen im Kreis Fürstenthum, die nach einem regelrechten Forstbetriebsplan bewirtschaftet wurden.
Wilhelm Casimir von Hellermann war in erster Ehe mit Louisa Helena, einer geborenen von Germar verheiratet. Nach ihrem Tod heiratete er in zweiter Ehe Constanze Ulrike Juliane, eine Tochter von George Julius Felix von der Osten, Landrat des Ostenschen Kreises. Sein Sohn Wilhelm von Hellermann (* 1810; † 1889) wurde ebenfalls Landrat des Kreises Fürstenthum. 